# ガス栓
ガス栓（ガスせん）とは、燃料となるガスを供給する管の開閉を行う栓のことである。
ガス栓には、末端ガス栓と中間ガス栓があり、前者はガス器具との接続のために、後者は配管の途中に使用し、それぞれガスの開閉の役目を担う。末端ガス栓には、ガス器具の種類や接続方法に適応できるよう、様々な形のものがある。
ガスコックとも呼ばれる。従来、都市ガス・プロパンガス共に名称はガスコックだったが、現在は都市ガスについては日本国内では「ガス栓」に統一されている。

## 末端ガス栓の例
1. ヒューズガス栓
2. 可とう管ガス栓（フレキガス栓）
3. フレキ&ヒューズガス栓
4. 迅速継手用ガス栓（ガスコードやワンタッチ継手用）
5. ボックス型ガス栓
6. 器具直結型ガス栓（フレキシブル配管用）

## 末端ガス栓のと中間ガス栓の特徴
- 末端ガス栓・・・流量が小さい、頻繁な開閉に適している。
- 中間ガス栓・・・流量が大きい、頻繁な開閉には適していない。

## ヒューズガス栓
ヒューズガス栓を参照。

## コンセントガス栓
コンセントガス栓の特徴は、ガス漏れの心配なく誰でも脱着が可能なことである。栓付きと栓なしがあり、ガスコードを繋げるとガスが流れてくるため誤開放事故がないことが特徴。ガスファンヒーターなどに使われている。

## 旧型ガス栓
旧型ガス栓はヒューズが付いていないものを指す。